# Il mio amico in fondo al mare
Il mio amico in fondo al mare (My Octopus Teacher) è un film documentario del 2020 diretto da Pippa Ehrlich e James Reed e prodotto da Netflix. Il film documenta l'amicizia che nel corso di un anno il filmmaker Craig Foster costruisce con un polpo comune selvatico in una foresta di kelp in Sudafrica.

## Trama
Il documentario illustra e analizza la vita di un polpo e narra come un umano possa entrare in contatto e instaurare un rapporto.  Il titolo originale mette in evidenza che c'è molto da imparare osservando la vita dei polpi, quello italiano dà risalto alla relazione che si crea tra le due specie.

## Distribuzione
Il film è stato prodotto e distribuito da Netflix a partire dal 7 settembre 2020.

## Riconoscimenti
- 2021 - Premi Oscar
  - Miglior documentario
- 2021 - San Diego Film Critics Society Awards
  - Miglior documentario
- 2021 - British Academy Film Awards
  - Miglior documentario